# Modális logika

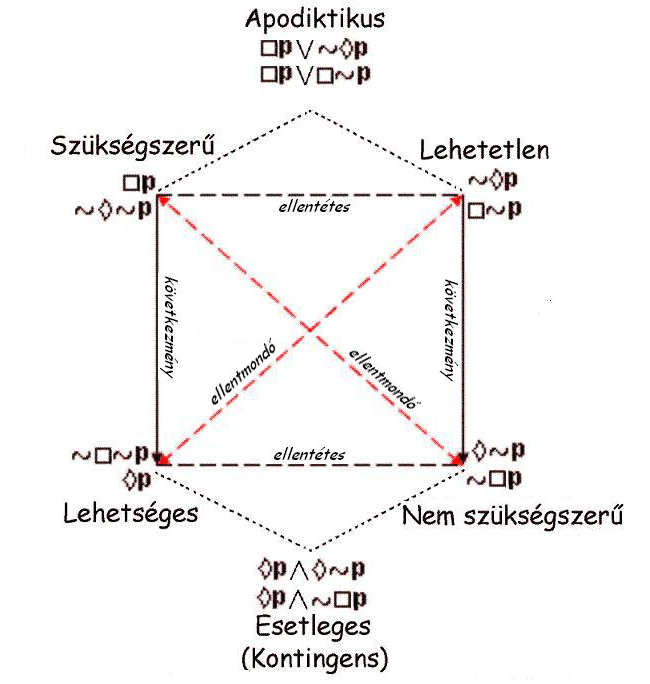
A modális logikai négyszög

A modális logika a klasszikus logika olyan bővítése, amely már modális kijelentéseket is tartalmaz. A modális logikában egy kijelentés nem pusztán igaz vagy hamis lehet, hanem egy bizonyos módon igaz is – például szükségszerű, tudott vagy hitt, kötelező, bizonyítható.
A modális logika legjellemzőbb kifejezései a „lehetséges, hogy A” (jelben: '{\displaystyle \scriptstyle {\Diamond A}}'), a „szükségszerű, hogy A” (jelben: '{\displaystyle \scriptstyle {\Box A}}') és ezek átfogalmazásai, például:
„Lehet, hogy holnap tengeri csata lesz.”
„Nixon győzhetett volna.”
„Szükségszerű, hogy egy modális logikáról szóló bevezetőben mindig az alethikus modalitással kezdjék.”
Ezek az operátorok a dualitás elve alapján kölcsönösen kifejezhetők egymással; ha A mondat, akkor
lehetséges A akkor és csak akkor, ha nem szükségszerű, hogy nem A, azaz:
{\displaystyle \Diamond A\Leftrightarrow \,\lnot \Box \lnot A}
szükségszerű A akkor és csak akkor, ha nem lehetséges nem A, azaz:
{\displaystyle \Box A\Leftrightarrow \,\lnot \Diamond \lnot A}
A szükségszerűségen és a lehetőségen, azaz az úgynevezett alethikus modalitásokon kívül vizsgálható számos egyéb modalitás is. Ilyenek például a megismerhetőséget (episztemikus modalitás), a meggyőződés fokát (doxatikus modalitás), az időbeli elhelyezkedés szintjeit (temporális modalitás), a valamely normarendszerben megengedhető tevékenységeket (deontikus modalitás), vagy pl. az egy formális rendszerbeli bizonyíthatóságot kifejező állítások.

## Áttekintés

### A modális logika története
A modális logika ugyanolyan régi, mint maga a logika. Arisztotelész foglalkozott vele először, aki a kategorikus szillogizmusok összegyűjtése után fölsorolja a modális szillogizmusokat is. Később a középkori logikusok foglalkoztak bővebben a modális szillogizmusok természetével. Ők már megkülönböztették a de dicto és a de re modalitásokat. Az, hogy melyik modális szillogizmust melyik értelemben tartották elfogadhatónak, szinte kizárólag a filozófiai nézetrendszerükön múlott. A tizenkilencedik század végén és a huszadik század elején egy ideig kizárólag extenzionális logikával foglalkoztak, ezért a modális logikában nem születtek új eredmények.
A modern modális logika kezdetét általában Clarence Irving Lewis 1918-ban megjelent A Survey of Symbolic Logic című könyvéhez szokás kötni. Ebben Lewis már egy konkrét modális állításkalkulust fejt ki, amelyben konzekvensen alkalmazza a modális operátorokat. A modális logika elsőrendű bővítése azonban paradoxonokhoz vezetett, amelyekkel kapcsolatos két markáns álláspont a Quine–Marcus vitában kristályosodott ki.
Mindezen viták után a még 17 éves Saul Kripkének (nem kis mértékben Rudolf Carnap korábbi munkásságára támaszkodva) sikerült szemantikát szerkesztenie a modális kalkulusokhoz, így ezeket azóta már teljes értékű logikaként lehet vizsgálni.

### A modális logika mint intenzionális logika
A modális logika elsősorban abban különbözik a klasszikus logikától, hogy a modális kifejezéseket tartalmazó állításainak vizsgálata nem fér el az ún. extenzionális logika keretei között:
Extenzionális egy logika, ha benne az összetett kifejezések extenzióját (ez terminusok esetében a jelölt, kijelentések esetében az igazságérték) egyértelműen meghatározza az összetevők extenziója. Tekintsük a következő két példát:
- Klasszikus logikából jól ismert extenzionális kifejezés például a tagadás:

„Nem igaz, hogy az Esthajnalcsillag a Vénusz.”
Ez az állítás pontosan akkor hamis, ha az Esthajnalcsillag a Vénusz, tehát ha tudjuk az összetevőjének, jelen esetben az azonosságállításnak az igazságértékét, akkor tudjuk az egész mondat igazságértékét is.
- Ellenben a helyzet nem mindig ilyen egyszerű. Előfordulhatnak olyan kifejezések, melyeknél hiába tudjuk az argumentumának igazságértékét, ezekből mégsem vonhatunk le semmilyen következtetést az egész kifejezés igazságértékét illetően. Vegyük például a következő mondatot:

„Esetleges, hogy az Esthajnalcsillag a Vénusz.”
Itt az a tény, hogy az „az Esthajnalcsillag az a Vénusz" azonosságállítás igaz, még magában nem elég ahhoz, hogy egyértelműen eldönthessük, a modális „esetleges, hogy” kifejezéssel ellátott állítás igaz-e vagy hamis. Az ilyen intenzionális (azaz nem extenzionális) kifejezések vizsgálata már az intenzionális logika feladata. A modális logikát ezért is szokás az intenzionális logika első fejezetének tekinteni.

### A modális operátor
A modális logikára jellemzően a matematikában mint a logikailag konzekvens mondatoperátorok elméletére tekintenek, ami alatt a következő értendő:
A klasszikus logikának egy olyan bővítése, melyben adott legalább két, általában a {\displaystyle \scriptstyle \Box } és {\displaystyle \scriptstyle \Diamond } szimbólummal jelölt és formulákhoz kapcsolódó operátor, melyekre a következőket kötjük ki:
- {\displaystyle \scriptstyle \Box A\leftrightarrow \lnot \Diamond \lnot A}, azaz érvényes a modális operátorokra vonatkozó De Morgan azonosság, más szóval kifejezhetők egymással.
- Érvényes a következő következtetés:

azaz ha adott egy helyes következtetés, akkor a premisszákat modalizálva azokból következik a konklúzió modalizáltja is.
Szokás a {\displaystyle \scriptstyle \Box } jellel jelölt operátort erős, a {\displaystyle \scriptstyle \Diamond } jellel jelölt operátort gyenge modalitásnak is nevezni.
A modális operátorokkal kapcsolatban két érdekes modális logikai típust érdemes még megemlíteni:
- Vannak olyan logikák, az ún. multimodális logikák vagy többdimenziós modális logikák, melyekben több ilyen (nem redundáns) operátor is előfordul. Ilyen logika például a temporális logika.
- Vannak olyan logikák is, az ún. polimodális logikák, amelyekben a modális operátornak nem csupán egy argumentuma van, pl.: {\displaystyle \scriptstyle {\Box (\phi _{1},\phi _{2},...,\phi _{n})}}. A következőkben bemutatásra kerülő Lewis-i szigorú kondicionális ({\displaystyle {-\!\scriptstyle {\mathsf {3}}}}) is tulajdonképpen ilyen kétargumentumú modális operátor.

### Motiváció: C. I. Lewis szigorítása
Clarence Irving Lewis alkotta meg a modális logika első formalizált rendszereit abból a célból, hogy szigorítsa a klasszikus logika materiális kondicionálisát. Értelmezésében az általa használt {\displaystyle {\scriptstyle A}{-\!\scriptstyle {\mathsf {3}}}{\scriptstyle B}} ún. szigorú kondicionális azt fejezné ki, hogy {\displaystyle \scriptstyle A}-ból levezethető {\displaystyle \scriptstyle B} (nem pedig hogy {\displaystyle \scriptstyle A} hamis vagy {\displaystyle \scriptstyle B} igaz, ahogy ez a klasszikus logikában van). A modalitásnak ezzel levezethetőségként, bizonyíthatóságként való értelmezésével ma már a modális logikán belül az ún. bizonyíthatósági logika foglalkozik.
A szigorítást Lewis a következőképpen képzeli el:
Amíg a klasszikus {\displaystyle \scriptstyle {A\rightarrow B}} jelentése:
Nem áll fenn, hogy {\displaystyle \scriptstyle {A}} igaz, de {\displaystyle \scriptstyle {B}} hamis. 
Addig ezt a következőképpen lehet szigorítani az alethikus modalitással:
Nem állhat fenn, hogy {\displaystyle \scriptstyle {A}} igaz, de {\displaystyle \scriptstyle {B}} hamis. 
Más szóval:
 Szükségszerű, hogy {\displaystyle \scriptstyle {A}} hamis, vagy {\displaystyle \scriptstyle {B}} igaz. 
Tehát
{\displaystyle {\scriptstyle A}{-\!\!\scriptstyle {\mathsf {3}}}{\scriptstyle B}{\scriptstyle \iff _{\!\!def}\Box (A\rightarrow B)}}
Azaz itt már érezhetően nem csak az aktuális szituáció, hanem az összes lehetséges szituáció is szerepet játszik {\displaystyle {\scriptstyle A}{-\!\scriptstyle {\mathsf {3}}}{\scriptstyle B}} igazságának eldöntésében. E jelet egyébként 'horognak' szokás mondani, ezt a kondicionálist pedig Lewis után szigorú kondicionálisnak nevezik.
A bikondicionális szigorú változatát pedig oda-vissza horoggal szokás jelölni:
{\displaystyle {\scriptstyle A}{\varepsilon \!\!\!-\!\scriptstyle {\mathsf {3}}}{\scriptstyle B}}

### De re és de dicto olvasatok
Kvantifikált modális állításokkal kapcsolatban előfordulhatnak kétértelmű kifejezések. Vegyük például a következő állítást:
Ennek kétfajta olvasata lehetséges:
„Minden káplár számára nyitott a lehetőség, hogy generális legyen.”
„Lehetséges, hogy minden káplár generális legyen” vagy „lehetséges, hogy nincs olyan káplár, aki ne lenne generális.”
Formalizálva a különbség egyből kitűnik:
de re: {\displaystyle \scriptstyle {\forall x(}}káplár{\displaystyle \scriptstyle {(x)\land \Diamond }} generális {\displaystyle \scriptstyle {(x))}}
de dicto: {\displaystyle \scriptstyle {\Diamond \forall x(}}káplár{\displaystyle \scriptstyle {(x)\land }} generális {\displaystyle \scriptstyle {(x))}}
A kétfajta olvasat tehát abban különbözik, hogy a {\displaystyle \scriptstyle {\Diamond }} modális operátor szabad vagy kötött változóra vonatkozik-e. Előbbit nevezzük a de re, „a dologról szóló”, utóbbit a de dicto, „az állításról szóló” olvasatnak.
A modalitás és kvantifikáció kapcsán felmerülő de re és de dicto értelmezésekkel kapcsolatos viták a nyelvfilozófia és filozófiai logika jellegzetes problémái, melyek Arisztotelésztől a 20. századig jellegzetes és szinte mindig előtérben lévő témái a modális logikával kapcsolatos vitáknak.

### Hol használják?
Egy kis illusztráció – a teljesség igénye nélkül –, hogy különböző területek milyen logikákon keresztül miféle modalitásokat vizsgálnak:
- Filozófiában széles körben, például alethikus modalitást, temporális modalitást, episztemikus modalitást, deontikus modalitást,
- A matematika megalapozásánál az intuicionista logikában vagy a bizonyíthatósági logikában.
- Számítástechnikában a dinamikus logikában és temporális logikában,
- Kognitív tudományokban például az autoepisztemikus logikában,
- Nyelvészetben a modalitások tanulmányozásánál.

## Grammatika
A modális logika grammatikája mindig egy klasszikus logika grammatikájának bővítése. A bővítés abban áll, hogy a klasszikus logika nyelvébe még bevezetnek egy vagy több modális operátort, majd a dualitás törvénye szerint definiálják azok párjait.

## Lehetséges világok szemantikája
Már fentebb volt szó arról, hogy nem egy szituációt veszünk figyelembe, hanem több lehetséges szituációra terjesztjük ki a modális operátorokkal formuláink igazságfeltételét. Ha a modalitást egyfajta logikai értelemben vett szükségszerűségként értelmezzük, akkor így a {\displaystyle \scriptstyle {\Box A}} formula akkor lesz igaz, ha {\displaystyle \scriptstyle {A}} minden ilyen lehetséges szituációban, minden ún. lehetséges világban igaz. Ehhez hasonló módon a {\displaystyle \scriptstyle {\Diamond A}} formula pedig akkor lesz igaz, ha {\displaystyle \scriptstyle {A}} igazságértéke legalább egy lehetséges világban igaz lesz. A {\displaystyle \scriptstyle {\Box }} és {\displaystyle \scriptstyle {\Diamond }} modális operátorokat fölfoghatjuk tehát egyfajta 'álcázott' kvantoroknak, melyek a lehetséges világok fölött kvantifikálnak. Azon formulák esetében, melyekben nem szerepel modális operátor, természetesen nem kényszerülünk másik világokat megvizsgálni – ilyenkor minden úgy működik, ahogy azt a klasszikus logikában megszoktuk.
A lehetséges világoknak ez a felfogása megfelelő szemantikát fog biztosítani a modalitás egy bizonyos, a logikai szükségszerűségre vonatkozó értelmezése mellett. Ahhoz azonban, hogy más, 'megengedőbb' modalitásokra is kiterjesszük a szemantikát, valahol megszorításokat kell bevezetnünk. Erre jók az ún. alternatíva- vagy elérhetőségi relációk, melyek „összekötik” a szóba jöhető lehetséges világokat.
Ilyen szóba jöhető lehetséges világ például egy jövőről szóló temporális logikában a holnapi nap egy időpillanata. Ekkor ugyanis a világ összes időpillanatban vett állapotaira lehetséges világként tekintünk, azonban a múltbeli pillanatok nem számítanak majd szóba jöhető időpillanatoknak annak eldöntésében, hogy egy a jövőről szóló állítás igaz-e vagy hamis. Itt tehát az alternatíva reláció az aktuális időpillanatból az összes jövőbeli világ fele mutat majd.
A relációk fogalmát felhasználva így a modális operátorok jelentése a következőképpen néz ki:
- {\displaystyle \scriptstyle {\Box A}} igaz a.cs.a., ha minden olyan lehetséges világban igaz, mely elérhető az alternatíva-reláció mentén az aktuális világból.
- {\displaystyle \scriptstyle {\Diamond A}} hamis a.cs.a., ha minden olyan lehetséges világban hamis, mely elérhető az alternatíva-reláció mentén az aktuális világból, azaz

igaz a.cs.a., ha van olyan lehetséges világ, amely elérhető az alternatíva-reláció mentén az aktuális világból, és ott igaz.
A logikai szükségszerűség esetében ez a reláció egy ekvivalenciareláció volt. A továbbiakban a megszorítások aszerint fognak alakulni, hogy ennek a relációnak mely tulajdonságait fogjuk elhagyni, milyen új tulajdonságokat kötünk ki rájuk, vagy mely világokat kötjük össze az alternatívarelációval. Ezek a relációkra vonatkozó szemantikai megszorítások a szintaxisban bizonyos formulák axiómaként való posztulálásával esnek majd egybe. A modális logika azon fejezetét, mely ezen viszonyokat, melyek a klasszikus első- vagy másodrendű logika illetve modális logika közt fennállnak, vizsgálja, korrespondencia-elméletnek nevezik.

### Példa
A következő (csak látszólag bonyolult) ábra lehetőséget ad arra, hogy adott világok esetén az alternatívarelációkkal hogyan is működtetjük majd a {\displaystyle \scriptstyle {\Box }} és {\displaystyle \scriptstyle {\Diamond }} operátorainkat. A világokat a {\displaystyle \scriptstyle {w_{1},w_{2}...w_{6}}} körök fogják jelölni. Az ebbe a körökbe írt {\displaystyle \scriptstyle {\phi ,\psi ,\chi }} formulák jelölik azt, hogy a világban mely formulák igazak.

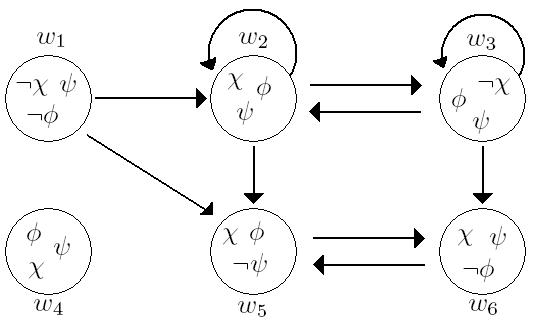

1. Bemelegítő
  - A {\displaystyle \scriptstyle {w_{1}}} világban igazak a {\displaystyle \scriptstyle {\Box \phi }} és {\displaystyle \scriptstyle {\Box \chi }} formulák, mert minden elérhető világban, azaz {\displaystyle \scriptstyle {w_{2}}} és {\displaystyle \scriptstyle {w_{5}}} világban {\displaystyle \scriptstyle {\phi }} és {\displaystyle \scriptstyle {\chi }} igazak. Vegyük észre azonban, hogy míg {\displaystyle \scriptstyle {\Box \phi }} és {\displaystyle \scriptstyle {\Box \chi }} igazak a {\displaystyle \scriptstyle {w_{1}}} világban, addig {\displaystyle \scriptstyle {\phi }} és {\displaystyle \scriptstyle {\chi }} maguk nem igazak ott!
  - {\displaystyle \scriptstyle {w_{2}}}-ben ilyesmi nem fog előfordulni: Mikor azt vizsgáljuk, {\displaystyle \scriptstyle {\Box \phi }} igaz-e (igaz), akkor {\displaystyle \scriptstyle {w_{3}}} és {\displaystyle \scriptstyle {w_{5}}} mellett magát {\displaystyle \scriptstyle {w_{2}}}-t is meg kell vizsgálnunk, mivel van egy reflexív alternatívarelációja!
  - Hasonló okok miatt nem igaz {\displaystyle \scriptstyle {w_{3}}}-ban {\displaystyle \scriptstyle {\Box \chi }}.
2. Izolált világok
  - Furcsák azok a világok, melyeket nem kapcsol alternatívareláció sem magához, sem máshoz. Ezekben a világokban, mint például {\displaystyle \scriptstyle {w_{4}}}-ben, megeshet például, hogy {\displaystyle \scriptstyle {\Box \phi }} igaz, mivel nincsen olyan elérhető világ, melyben ne lenne igaz, hasonlóképpen ugyanitt {\displaystyle \scriptstyle {\Diamond \phi }} hamis, hiszen nincs olyan elérhető világ, melyben igaz lenne.
3. Iterált operátorok. Mi van akkor, ha több modális operátort használunk egymás után?
  - Már beláttuk, hogy {\displaystyle \scriptstyle {w_{2}}}-ben {\displaystyle \scriptstyle {\Box \phi }} igaz. Nézzük azonban meg a {\displaystyle \scriptstyle {\Box \Box \phi }} formulát! Ebben az esetben minden elérhető világban ({\displaystyle \scriptstyle {w_{2},w_{3}}} és {\displaystyle \scriptstyle {w_{5}}}) meg kell nézni, hogy minden onnan elérhető világban igaz-e {\displaystyle \scriptstyle {\phi }}! Így ez a formula már nem lesz igaz, mivel {\displaystyle \scriptstyle {w_{3}}}-ból és {\displaystyle \scriptstyle {w_{5}}}-ből is elérhető a {\displaystyle \scriptstyle {w_{6}}} világ, ahol {\displaystyle \scriptstyle {\phi }} nem igaz. Az, hogy a {\displaystyle \scriptstyle {\Box A}} alakú formulák esetén {\displaystyle \scriptstyle {\Box \Box A}} alakú formulák is igazak legyenek, tranzitivitást igényelnek az elérhető világok közt, mint amilyen például a {\displaystyle \scriptstyle {w_{1},w_{2},w_{4}}} világok közt is van. (Ilyesmiről bővebben lásd majd a K4, S4 és OS4 rendszereket!)
  - De vehetjük például érdekességként a {\displaystyle \scriptstyle {w_{6}}}-beli {\displaystyle \scriptstyle {\Box \Box ...\Box \chi }} formulát. Ez mindenképpen igaz lesz, hiszen, {\displaystyle \scriptstyle {w_{6}}}-ból csak {\displaystyle \scriptstyle {w_{5}}} elérhető, és {\displaystyle \scriptstyle {w_{5}}}-ből csak {\displaystyle \scriptstyle {w_{6}}}, és mindkettőben igaz a {\displaystyle \scriptstyle {\chi }} formula.

## Nulladrendű modális rendszerek

### Normális modális logika (K)

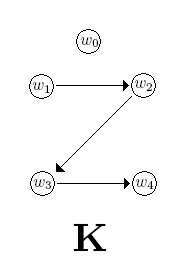
Egy Kripke-frame. A következőkben a modális logikák mellett ehhez hasonló rajzok lesznek láthatók, melyek illusztrálják a szemantikát. A körök jelölik a világokat, melyeket az alternatívarelációt ábrázoló nyilak kötnek össze. A többi rajz ezt az egyszerű frame-et fogja kiegészíteni.

A leggyengébb ún. normális modális logika a Kripke után elnevezett K modális logika. Ez az a modális logika, amikor a szemantika keretstruktúrájában semmilyen tulajdonságot nem követelünk meg sem a világoktól, sem az alternatívarelációtól. Általában véve normális modális logikának mondjuk ezen logika bővítéseit.
Ennek a logikának a karakterisztikus formulája – és majd a leendő kalkulusának axiómája – a K formula:
K : {\displaystyle \scriptstyle {\Box (A\rightarrow B)\rightarrow (\Box A\rightarrow \Box B)}}
Általában egy modális kalkulus a klasszikus kalkulus (például Frege–Hilbert-típusú kalkulus) valamilyen bővítése lesz. A bővítés abban áll, hogy további axiómákat és levezetési szabályokat illesztünk a klasszikus kalkulushoz. Természetesen a legszűkebb ilyen kalkulus a K kalkulus lesz, minden további kalkulusunk ennek lesz bővítése.
| K-ban igaz formulák                         | K-ban igaz formulák                                                                                    | K-ban igaz formulák |
| ------------------------------------------- | --- | ------------------- |
| {\displaystyle \scriptstyle {\land }}       | {\displaystyle \scriptstyle {\Box (A\land B)\leftrightarrow (\Box A\land \Box B)}}                     |                     |
| {\displaystyle \scriptstyle {\land }}       | {\displaystyle \scriptstyle {\Diamond (A\land B)\rightarrow (\Diamond A\land \Diamond B)}}             |                     |
| {\displaystyle \scriptstyle {\land }}       | {\displaystyle \scriptstyle {(\Box A\land \Diamond B)\rightarrow \Diamond (A\land B)}}                 |                     |
| {\displaystyle \scriptstyle {\lor }}        | {\displaystyle \scriptstyle {(\Box A\vee \Box B)\rightarrow \Box (A\vee B)}}                           |                     |
| {\displaystyle \scriptstyle {\lor }}        | {\displaystyle \scriptstyle {\Diamond (A\vee B)\leftrightarrow (\Diamond A\vee \Diamond B)}}           |                     |
| {\displaystyle \scriptstyle {\lor }}        | {\displaystyle \scriptstyle {\Box (A\vee B)\rightarrow (\Box A\vee \Diamond B)}}                       |                     |
| {\displaystyle \scriptstyle {\rightarrow }} | {\displaystyle \scriptstyle {\Box (A\rightarrow B)\rightarrow (\Box A\rightarrow \Box B)}}             |                     |
| {\displaystyle \scriptstyle {\rightarrow }} | {\displaystyle \scriptstyle {\Diamond (A\rightarrow B)\leftrightarrow (\Box A\rightarrow \Diamond B)}} |                     |
| {\displaystyle \scriptstyle {\rightarrow }} | {\displaystyle \scriptstyle {\Box (A\rightarrow B)\rightarrow (\Diamond A\rightarrow \Diamond B)}}     |                     |
| {\displaystyle \scriptstyle {\rightarrow }} | {\displaystyle \scriptstyle {\Diamond (A\rightarrow B)\rightarrow (\Diamond A\rightarrow \Diamond B)}} |                     |

Nem a K axióma azonban az egyetlen, amivel egy klasszikus kalkulust mindig kibővítünk. Új levezetési szabályt is felveszünk. Az új levezetési szabály az ún. szükségességi szabály, avagy a Modális Generalizálás szabálya:
Vagy más jelöléssel:
Eszerint, ha egy {\displaystyle \scriptstyle {A}} formula levezethető, akkor az ún. modális generalizáltja, {\displaystyle \scriptstyle {\Box A}} is levezethető.
Emögött azon meggondolás áll, hogy ha egy formula logikai igazság, akkor ezen már az sem erősít, ha szükségszerű, azaz a logikai törvényszerűségnél egyik modalitás sem erősebb.
Általában véve K-hoz később felvett új axiómák felelősek a modális kalkulusok sokszínűségéért, csakúgy, mint a különböző elérhetőségi relációk a lehetséges világ-szemantikában. E két szerep közt nagyon szoros kapcsolat van: A modális axiómák érvényességének volta kikényszerít a modell alternatívarelációjától bizonyos tulajdonságokat és viszont; az alternatívareláció bizonyos tulajdonságai érvényessé tesznek bizonyos modális axiómákat. A modális logikának ezzel foglalkozó fejezetét a modális definiálhatóság elméletének vagy korrespondencia-elméletnek nevezik.
A K logika esetében legfeljebb annyit mondhatunk, hogy a K definiálja a szokásos Kripke-szemantikát.

### Alethikus rendszerek (T, K4, S4, B, S5)

#### T
|  |

Az a modális logika, melyben az alternatívarelációra csak a reflexivitás teljesül, lesz a T névvel jelölt modális logika. Az, hogy ez a reflexivitás teljesül, valami ilyesmit jelent:
Az erre a logikára jellemző következő formulát alethikus sémának nevezik:
| {\displaystyle \scriptstyle {\Box A\rightarrow A}}                       |
| {\displaystyle \scriptstyle {A\rightarrow \Diamond A}}                   |
| {\displaystyle \scriptstyle {\Box A\rightarrow \Diamond A}}              |
| {\displaystyle \scriptstyle {\Diamond (A\rightarrow \Box A)}}            |
| {\displaystyle \scriptstyle {\Box \Box A\rightarrow \Box A}}             |
| {\displaystyle \scriptstyle {\Box \Diamond A\rightarrow \Diamond A}}     |
| {\displaystyle \scriptstyle {\Box A\rightarrow \Diamond \Box A}}         |
| {\displaystyle \scriptstyle {\Diamond A\rightarrow \Diamond \Diamond A}} |

T: {\displaystyle \scriptstyle {\Box A\rightarrow A}}
E formula felelős az alternatívareláció reflexivitásáért, azaz ez a formula modálisan definiálja a reflexivitást. Ennek megfelelően e modális logika kalkulusának egy axiómája is lesz.
Alethikus egy modális logika akkor, ha tétele az alethikus séma. A leggyengébb alethikus logika tehát T lesz.

#### K4
|  |

Az a modális logika, amelyikben az alternatívarelációra csak a tranzitivitás teljesül, lesz a K4 modális logika. Az, hogy a tranzitivitás teljesül, valami ilyesmit jelent:
A tranzitivitást definiáló formula, és így a rendszer kalkulusának axiómája:
4: {\displaystyle \scriptstyle {\Box A\rightarrow \Box \Box A}}
E rendszer tehát szigorúan véve nem alethikus rendszer, azonban szoros kapcsolata azokkal igényli a velük való tárgyalást. E logikát az általában szintén nem alethikus logikákat tanulmányozó bizonyíthatósági logikában használják. Ennek oka hogy a K, 4 formulák és a (MG) levezetési szabály ha a {\displaystyle \scriptstyle \Box A}-t úgy értjük, hogy {\displaystyle \scriptstyle A} gödel-száma levezethető {\displaystyle \scriptstyle PA}-ban, jelentős szerepet játszik Gödel második nemteljességi tételének bizonyításában. Ezért e három {\displaystyle \scriptstyle PA}-beli megállapítást Hilbert-Bernays-Löb-féle levezethetőségi feltételeknek is mondják.

#### S4
|  |

Az előző két logikának inkább csak technikai jelentősége volt, magukban még elégtelenek bármiféle szükségszerűséghez hasonló fogalmunk leírására, inkább csak annak néhány jellegzetes vonását tudták megragadni. Azonban T és K4 logikák tulajdonságait kombinálva adódik az S4 logika, amelyben az alternatívareláció már egyszerre reflexív és tranzitív. Ez a logika már nem pusztán technikai jelentőséggel bír, ugyanis megragadható lesz benne például az episztemikus értelemben vett szükségszerűség, amivel az episztemikus logika foglalkozik. Értelmezzük most a {\displaystyle \scriptstyle {\Box }}-operátort ez utóbbi szellemében a „tudom, hogy …” értelemben. A reflexivitás és a tranzitivitás ekkor így fogalmazható:
Az S4 nagyon fontos még a bizonyíthatóság modalitása szempontjából is, ahol is az intuicionista logika bizonyíthatóság-fogalmát írja le.
A reflexivitásért és tranzitivitásért felelős formulák természetesen az előző két logika jellemző formulái lesznek:
| {\displaystyle \scriptstyle {\Box A\leftrightarrow \Box \Box A}}                            |
| {\displaystyle \scriptstyle {\Diamond \Diamond A\leftrightarrow \Diamond A}}                |
| {\displaystyle \scriptstyle {\Diamond \Box \Diamond A\leftrightarrow \Diamond A}}           |
| {\displaystyle \scriptstyle {\Diamond \Box \Diamond \Box A\leftrightarrow \Diamond \Box A}} |
| {\displaystyle \scriptstyle {\Box \Diamond \Box \Diamond A\leftrightarrow \Box \Diamond A}} |

re: {\displaystyle \scriptstyle {\Box A\rightarrow A}}
tra: {\displaystyle \scriptstyle {\Box A\rightarrow \Box \Box A}}
A kalkulus axiómái is ennek megfelelően ezek lesznek.
Az így axiomatizált logika deduktíve ekvivalens a C. I. Lewis-nél szereplő S4 kalkulussal, innen is kapta ezt az elnevezést.
Szokás egyébként az S4 bevezetése mellett szintaktikai érveket is felhozni. Szintaktikai értelemben modalitásnak nevezik azon jelsorozatokat, melyek a {\displaystyle \scriptstyle {\Box }}, {\displaystyle \scriptstyle {\lnot }}, {\displaystyle \scriptstyle {\Diamond }} jelekből állnak (vagy még ezekből se). A De Morgan azonosságok ismeretében ezek átalakíthatók olyan sorozatokra is, melyek csak a {\displaystyle \scriptstyle {\Box }} és {\displaystyle \scriptstyle {\Diamond }} jeleket tartalmazzák. Az S4 bevezetése előtt a feltett kérdés a következő volt: Milyen hosszú nem ekvivalens modalitások lehetségesek az adott modális logikában? Azok közt pedig, amelyek lehetségesek, mi az erősségi sorrend? Pl. {\displaystyle \scriptstyle {\Box \Box A}} erősebb-e {\displaystyle \scriptstyle {\Box A}}-nál? Erre pl. már T-ben is kaphatunk választ, ott azonban még végtelen sok modalitás lehetséges.
Azon formulák, amelyek a modalitások redukálhatóságát biztosítják, (az ún. modális redukciós törvények) a következők:
{\displaystyle \scriptstyle {\Box A\leftrightarrow \Box \Box A\qquad \qquad \Box A\leftrightarrow \Diamond \Box A}}
{\displaystyle \scriptstyle {\Diamond A\leftrightarrow \Diamond \Diamond A\qquad \qquad \Diamond A\leftrightarrow \Box \Diamond A}}
|  |

Ezen négy ekvivalenciából mindegyiknek egyik iránya rendelkezésünkre állt már T-ben. Ha meg akarjuk kapni ezeket, akkor további axiómák felvételére van szükség. Az T és K4 axiómájának együttes felvétele mellett ez az érv szólt, ezek ugyanis biztosítják az első oszlopban lévő ekvivalenciákat és a második oszlopban lévők egyik felét. Ezekkel sem rendelkezünk még azonban az összes ekvivalenciával, így az S4-ben nem ekvivalens modalitások a képen látható módon gyengülnek.
Ha még rendezettebb (háromelemű) ábrát akarunk látni, akkor az utolsó hiányzó ekvivalenciára, {\displaystyle \scriptstyle {\Diamond A\leftrightarrow \Box \Diamond A}}-ra van szükség. Érdekes módon azonban a T-ben már ez egymaga elegendő az összes többi ekvivalencia levezetésére. Az így kapott logika lesz az S5.

#### B
|  |

Ha az T-beli (reflexív) alternatívarelációt szimmetrikussá is tesszük, akkor kapjuk a B modális logikát.
A szimmetria a szemantika szemszögéből:
| {\displaystyle \scriptstyle {(\Diamond \Box A\land \Box \Diamond B)\rightarrow \Box \Diamond (A\land B)}} |
| {\displaystyle \scriptstyle {\Diamond \Box A\rightarrow \Box \Diamond A}}                                 |

E modális logika új formulája a B, mely a reláció szimmetriájáért lesz felelős. A jellemző formulák tehát:
T: {\displaystyle \scriptstyle {\Box A\rightarrow A}}
B: {\displaystyle \scriptstyle {A\rightarrow \Box \Diamond A}}.
A B modális logika nevét az intuicionista Brouwer-ről kapta, mivel a szimmetriáért felelős sym formulában egyes logikusok intuicionista vonásokat véltek felfedezni, mégpedig a következő gondolatmenet miatt: Intuicionista logikában a negációt szigorúbban értelmezik. A {\displaystyle \scriptstyle {\lnot A}} szemléletes jelentése nem az, hogy „nem igaz, hogy {\displaystyle \scriptstyle {A}}”, hanem hogy „cáfolva van, hogy {\displaystyle \scriptstyle {A}}”, azaz „lehetetlen {\displaystyle \scriptstyle {A}}”. Ezt modális logikában egy {\displaystyle \scriptstyle {\Box \lnot A}}-val fejezhetnénk ki. Ekkor a negációtörvények az intuicionizmusban a következőképpen fordítódnának:
{\displaystyle {\begin{array}{ccccc}\lnot \lnot A\rightarrow A&\rightsquigarrow &\Box \lnot \Box \lnot A&\iff &\Box \Diamond A\rightarrow A\\A\rightarrow \lnot \lnot A&\rightsquigarrow &A\rightarrow \Box \lnot \Box \lnot A&\iff &A\rightarrow \Box \Diamond A\end{array}}}
Ahol is az intuicionizmus számára megengedett második negációtörvény modális változata B jellemző formulája lenne. Ennek a logikának azonban az intuicionizmushoz valójában nem sok köze van (nem úgy, mint S4-nek).

#### S5
|  |

Ha az S4-ben lévő alternatívarelációt szimmetrikussá vagy a B-ben lévő alternatívarelációt tranzitívvá tesszük, akkor ezzel egyúttal ekvivalenciarelációt is kapunk, és így a már emlegetett logikai szükségszerűség modalitásához jutunk.
A szimmetria a szemantika szemszögéből:
E modális logikának tulajdonképpen már nincs új formulája, csak a meglévő rendszerek tulajdonságait ötvözi:
| {\displaystyle \scriptstyle {\Box (A\vee \Box B)\rightarrow (\Box A\vee \Box B)}}                       |
| {\displaystyle \scriptstyle {\Box (A\vee \Diamond B)\rightarrow (\Box A\vee \Diamond B)}}               |
| {\displaystyle \scriptstyle {\Diamond (A\land \Diamond B)\leftrightarrow (\Diamond A\land \Diamond B)}} |
| {\displaystyle \scriptstyle {\Diamond (A\land \Box B)\leftrightarrow (\Diamond A\land \Box B)}}         |
| {\displaystyle \scriptstyle {\Box (\Box A\rightarrow \Box B)\vee \Box (\Box B\rightarrow \Box A)}}      |

T: {\displaystyle \scriptstyle {\Box A\rightarrow A}}
4': {\displaystyle \scriptstyle {\Box A\rightarrow \Box \Box A}}
B: {\displaystyle \scriptstyle {A\rightarrow \Box \Diamond A}}.
Lehetséges és szokásos azonban az S5 rendszert euklideszi relációval, avagy az ezt definiáló eukl formulával megkapni T-ből. Ez a lehetséges világok nyelvén már kissé bonyolultabbat jelent, mint az előző rendszerek esetében:
Azaz formula szerint:
5: {\displaystyle \scriptstyle {\Diamond A\rightarrow \Box \Diamond A}}.
E rendszert szokás az analiticitás logikájának nevezni, mivel a {\displaystyle \scriptstyle {\Box A}} modalitásnak szokás azt a jelentést tulajdonítani, hogy analitikusan igaz, hogy {\displaystyle \scriptstyle {A}}.
|  |

Ennél is kézenfekvőbb kimondása {\displaystyle \scriptstyle {\Diamond A}}-nak S5-ben a következő: Van olyan lehetséges világ, amelyben {\displaystyle \scriptstyle {A}} igaz.
Vegyük észre, hogy az előbbi mondatban nem szerepelt az elérhető szó. Sajnos {\displaystyle \scriptstyle {\Box A}} esetében már nem élhetünk ilyen leegyszerűsítéssel, mivel a S5 axiómái és alternatívarelációjának tulajdonságai megengedik az egymástól izolált világ(csoportosulás)okat.
Szintaktikai értelemben vett modalitások tekintetében (azaz hogy milyen lényegesen különböző {\displaystyle \scriptstyle {\Box }}-{\displaystyle \scriptstyle {\Diamond }} sorozatok lehetségesek a tételei közt és ezek milyen viszonyban állnak egymással) az S5 rendszer igen egyszerű, ugyanis három modalitás van: {\displaystyle \scriptstyle {\Box }}, {\displaystyle \scriptstyle {\Diamond }}, vagy egyszerűen csak nem modalizált.

### Deontikus rendszerek (SDL,SDL+)

#### SDL
|  |

Az alethikus séma a deontikus modalitás esetében túlzó; vegyük például következő mondatot:
Ez természetesen kerülendő a modalitás deontikus értelmezése esetében.
Ehelyett kevesebbet követelünk az alternatívarelációtól: nem azt követeljük meg, hogy reflexív legyen, hanem csak azt, hogy definitív legyen. Ezt a következőképpen fogalmazhatnánk meg:
vagy lehetséges a világok nyelvén:
Deontikus modalitások esetében a lehetséges világokra a következőképp érdemes gondolni: Az aktuális világ szomszédjai olyan világok, amelyek morális szempontból ideális(abb)ak. Így a lehetséges világok nyelvén a fenti mondat a következőképpen fogalmazható:
Így az erre a rendszerre jellemző formula a következő lesz:
| {\displaystyle \scriptstyle {\Box A\rightarrow \Diamond A}}               |
| {\displaystyle \scriptstyle {\Diamond (A\rightarrow A)}}                  |
| {\displaystyle \scriptstyle {\Diamond A\vee \Diamond \lnot A}}            |
| {\displaystyle \scriptstyle {\Diamond (\Diamond A\vee \Diamond \lnot A)}} |

D vagy ser : {\displaystyle \scriptstyle {\Box A\rightarrow \Diamond A}}
Az alethikus sémához hasonlóan nevezhetjük ezt deontikus sémának is. A leggyengébb deontikus rendszert, standard deontikus logikának nevezzük és SDL-lel jelöljük.
Formális jelentősége még e rendszernek, hogy bármilyen normális rendszernek ha van {\displaystyle \scriptstyle {\Diamond A}} alakú tétele, akkor az tartalmazza SDL-t is, azaz egy modális logika akkor és csak akkor deontikus, ha van {\displaystyle \scriptstyle {\Diamond A}} alakú tétele.

#### SDL+
|  |

Úgy tűnik azonban, hogy az SDL rendszernek még nem részei az olyan kijelentések, mint például a következők:
Ezek biztosításához egy további szigorítást kell eszközölnünk az alternatívareláción. A szomszédos világok legyenek törvény szerint tökéletesek; kössük ki azt, hogy azon világok, melyek a definitivitás következtében alternatívarelációban állnak az aktuális világgal, magukkal is relációban álljanak (azaz onnantól már követeljük meg reflexívnek az alternatívarelációt). Ezzel az ún. másodlagos szerialitás tulajdonságát fogalmaztuk meg. Ez már elegendő ahhoz, hogy a fenti tulajdonságok érvényesek legyenek. Az e rendszert meghatározó formula a második mondattól kölcsönzi az alakját:
ser2 : {\displaystyle \scriptstyle {\Box (\Box A\rightarrow A)}}
Ezzel az újonnan alkotott SDL+ rendszert meghatározó formulák a következők:
ser : {\displaystyle \scriptstyle {\Box A\rightarrow \Diamond A}}
ser2 : {\displaystyle \scriptstyle {\Box (\Box A\rightarrow A)}}

#### OS4
|  |

Amennyiben tovább bővítjük SDL-t (ezúttal a T bővítéséhez hasonló módon) a tranzitivitással, akkor nyerhetjük a OS4 rendszert. Az erre a rendszerre jellemző formulák:
ser : {\displaystyle \scriptstyle {\Box A\rightarrow \Diamond A}}
tra : {\displaystyle \scriptstyle {\Box A\rightarrow \Box \Box A}}
Utóbbi deontikus olvasata:
vagy némi egyszerű ekvivalens átalakítással nyerhető ebből a {\displaystyle \scriptstyle {\Diamond \Diamond A\rightarrow \Diamond A}} formula ami pedig valami ilyesmi:
Látható, hogy a tranzitivitás beengedése a deontikus logikába egy meglehetősen szigorú kötelességfogalomhoz vezet. Ez már nem is annyira a törvényi, hanem inkább egy lelkiismereti kötelezettségfogalomhoz áll közelebb.

#### OS5
| {\displaystyle \scriptstyle {w_{0}}} |

Az OS5 esetében, ha alethikus rokonához, S5-höz hasonlóan a relációt még ezentúl szimmetrikussá is tesszük, a jellemző (részben már ismert) formulák a következők lesznek:
ser : {\displaystyle \scriptstyle {\Box A\rightarrow \Diamond A}}
tra : {\displaystyle \scriptstyle {\Box A\rightarrow \Box \Box A}}
sym: {\displaystyle \scriptstyle {A\rightarrow \Box \Diamond A}}
Azonban ez a rendszer csak névleg deontikus, valójában e három tulajdonság már biztosítja az alethikus sémát:
1. szerialitás: Tetszőleges világra igaz, hogy egy alternatívareláció mentén elérhető belőle egy másik világ
2. szimmetria: E másik világból is elérhető ekkor már az előző világ.
3. tranzitivás: Tehát az eredeti világból elérhető saját maga is.

Ezzel beláttuk, hogy OS5 valójában egy alethikus rendszer, méghozzá a logikai szükségszerűség rendszere.

### A bizonyíthatósági modalitás rendszerei
Vannak olyan tipikusan matematikai modalitások is, mint a bizonyíthatóság. Gödel használta először a modális operátort ilyen kontextusban, mikor a konstruktív bizonyítások logikáját, az intuicionista logikát megfeleltette C. I. Lewis egyik modális kalkulusának – ez a logika S4 volt. Később több megfeleltetést is leírtak, és új modális logikák is születtek a kutatások során.
A másik, híresebb modális kalkulus a GL. Ennek a kalkulusnak két szemantikája is van, az egyik a szokásos Kripke-féle lehetséges világ-szemantika, a másik pedig a Peano-aritmetika. Itt a {\displaystyle \scriptstyle \Box A}-nak a Peano-aritmetika {\displaystyle \scriptstyle Biz(\ulcorner A\urcorner )} kifejezés felel meg, tehát ez a modális logika a Peano-aritmetika bizonyíthatóság fogalmát ragadja meg. Erről is kiderült, hogy jó fordítás abban értelemben, hogy akkor és csak akkor vezethető le egy formula a GL-ben, ha a neki megfelelő formula levezethető a Peano-aritmetikában.
Kripke-szemantika szerint a GL kalkulus modelljei az irreflexív, tranzitív, és inverz-jólfundált keretstruktúrák. Külön érdekesség, hogy az utolsó tulajdonság elsőrendben nem, csak másodrendben definiálható tulajdonság.

### Temporális rendszerek
Az elkövetkező néhány egyszerű temporális logika tárgyalása kapcsán példát mutathatunk polimodális rendszerre. E logikában lényegében két operátor fog szerepelni; egy a múltra, egy a jövőre vonatkozó modalitást fogja képviselni a következő módon:
| Temporális operátorok       | Erős modalitás {\displaystyle \scriptstyle {(\Box )}}                                        | Gyenge modalitás {\displaystyle \scriptstyle {(\Diamond )}}                                |
| Jövőre vonatkozó modalitás: | {\displaystyle \scriptstyle {GA}}: „Mindig úgy lesz, hogy {\displaystyle \scriptstyle {A}}.” | {\displaystyle \scriptstyle {FA}}: „Majd lesz úgy, hogy {\displaystyle \scriptstyle {A}}.” |
| Múltra vonatkozó modalitás: | {\displaystyle \scriptstyle {HA}}: „Mindig úgy volt, hogy {\displaystyle \scriptstyle {A}}.” | {\displaystyle \scriptstyle {PA}}: „Volt már úgy, hogy {\displaystyle \scriptstyle {A}}.”  |

A két modalitáshoz tartozó rendszerek együtt fognak bővülni; Egy tételben tetszőlegesen megcserélhetjük a múlt-jövő modális operátorokat. Ezt a szabályt analógiás szabálynak hívják.
Temporális logikában a lehetséges világokat érdemes egymást követő időpillanatoknak elképzelni.
Az itt bemutatott temporális rendszerek az időfelfogással kapcsolatosan tesznek más és más megszorításokat.
Az itt szereplő rendszerek relációira nem lesz jellemző a reflexivitás, ez azonban nem zárja ki, hogy ne lenne ilyen értelmezés; ebben az esetben a modalitások a következőhöz hasonlóan alakulnak: {\displaystyle \scriptstyle {\Box A}}: „Most és mindig úgy volt, hogy {\displaystyle \scriptstyle {A}}.”

#### TL0
Mivel a temporális logika egy bimodális logika, azaz két modális operátor szerepel benne. A két gyenge operátort, (azaz a {\displaystyle \scriptstyle {\Diamond }} megfelelőit) {\displaystyle \scriptstyle {F}}-fel (mint future) és {\displaystyle \scriptstyle {P}}-vel (mint past) fogjuk jelölni. Innen az ábécét folytatva {\displaystyle \scriptstyle {\lnot F\lnot A\Leftrightarrow GA}} és {\displaystyle \scriptstyle {\lnot P\lnot A\Leftrightarrow HA}}
A két modalitás kapcsolatát, nevezetesen hogy 'ellentétes irányúak', már a legalapvetőbb rendszerben meg kell teremteni. Ezt a feladatot látják el az antisymf és antisymp axiómák, amelyek azt követelik meg, hogy amerre az egyik modalitás mentén lehet menni, onnan a másik modalitással lehet visszajönni.
Ezen kívül általában minden axióma „kétszer szerepel” majd, mivel mindkét operátorra ki kell mondani őket. Így lesz ez minden levezetési szabállyal is, például a modális generalizációval is (mely utóbbit speciálisan itt szokás temporális generalizációnak mondani és (TG)-vel jelölni).
Az első (pontosabban nulladik) rendszerben tehát csak azt kötjük ki, hogy az alternatívareláció ne legyen szimmetrikus, mivel a jövőre utaló állításoknak és a múltra utaló állítások pontosan egy (egymásnak ellenkező) irányba mutatnak:
A szimmetriát jellemző formula S5-ben a következő volt:
sym: {\displaystyle \scriptstyle {A\rightarrow \Box \Diamond A}}.
Ehhez nagyon hasonló módon a különböző modális operátorokat 'ötvözzük össze', hogy az antiszimmetriát elérjük:
antisymf:{\displaystyle \scriptstyle {A\rightarrow GPA}}
antisymp:{\displaystyle \scriptstyle {A\rightarrow HFA}}
Azaz:
Mivel ezekben az axiómákban mindkét modalitás szerepel, hívják ezeket interakciós axiómáknak is.

#### TL1
Következő lépésben a már ismert tranzitivitást várhatjuk el a temporális logikától. Azaz:
traf: {\displaystyle \scriptstyle {GA\rightarrow GGA}}
trap: {\displaystyle \scriptstyle {HA\rightarrow HHA}}

#### TL2
TL1-ben még a világok közt előfordulhattak olyan világok, azaz olyan pillanatok, melyek nem állnak egymás előtt vagy mögött, viszont van közös múltjuk vagy jövőjük.
Ezt kiküszöbölendő az alternatívarelációra kiköthetjük azt, hogy bármely két különböző világ relációban álljon egymással, azaz az alternatívareláció legyen trichotóm, más néven összefüggő. Ezt valahogy így lehetne mondani:
E rendszer jellemző formulái tehát:
H vagy compf:{\displaystyle \scriptstyle {(FA\land FB)\rightarrow (F(A\land B)\vee F(A\land FB)\vee F(FA\land B))}}
H vagy compp:{\displaystyle \scriptstyle {(PA\land PB)\rightarrow (P(A\land B)\vee P(A\land PB)\vee P(PA\land B))}}
A formula H neve H Hintikkára utal. Az összefüggőség leírására egy ezzel ekvivalens formula használata is elterjedt:
H vagy compf: {\displaystyle \scriptstyle {(\Diamond A\land \Diamond B)\rightarrow (\Diamond (A\land B)\vee \Diamond (A\land FB)\vee \Diamond (FA\land B))}}
H vagy compp: {\displaystyle \scriptstyle {\Box (\Box A\rightarrow B)\vee \Box (\Box B\rightarrow A)}}

#### TL5
A mostani utolsó lépés már csak az, hogy a ezeket a lehetséges világokat vagy időpillanatokat olyanná tegyük, mint a valós vagy racionális számtest; sűrűvé. Ez azt jelenti, hogy bármely két időpillanat közt is kell legyen egy időpillanat, azaz:
E rendszer jellemző formulái tehát:
denf:{\displaystyle \scriptstyle {FA\rightarrow FFA}}
denp:{\displaystyle \scriptstyle {PA\rightarrow PPA}}
Megjegyzendő, hogy [#T |reflexív] vagy [#SDL+|másodlagosan szeriális] alternatívarelációnál ez a két tulajdonság automatikusan teljesül (és a megfelelő tulajdonságokkal rendelkező rendszerekből le is vezethetőek).

## Elsőrendű modális rendszerek
Hasonlóan ahhoz, ahogy nulladrendű modális logikában minden lehetséges világra lehetett úgy gondolni, mint egy klasszikus nulladrendű interpretációra, az elsőrendű modális logikára is lehet úgy gondolni, hogy a különböző lehetséges világok különféle klasszikus elsőrendű interpretációk.
Ezt az elgondolást követve minden világhoz tartozna
- egy saját univerzum,
- melynek elemein a többi világétól függetlenül lennének a relációk értelmezve,
- továbbá amelyen különböző szemantikai függvények határoznák meg a relációk és névkonstansok jelöleteit.
- továbbá egy értékelés, ami a kvantoros kifejezéseket kezelné.

Mivel azonban ez a sok függvény, univerzum stb. nem függ a többitől, általában egyetlen univerzumot, függvényt, relációt stb. fogunk minden világra külön értelmezni.
Egy elsőrendű modális logikai modell ez alapján a következő lesz:
ahol
- {\displaystyle \scriptstyle W}a lehetséges világok halmaza, azaz egy tetszőleges nem üres halmaz.
- {\displaystyle \scriptstyle R} az alternatívareláció ezen a halmazon, azaz {\displaystyle \scriptstyle W\times W} egy tetszőleges része.
- {\displaystyle \scriptstyle U} minden lehetséges individuumok halmaza, azaz egy tetszőleges nem üres halmaz. (Fontos, hogy a kvantifikáció nem feltétlen fut majd ezen az egész halmazon!)
- {\displaystyle \scriptstyle Q} egy {\displaystyle \scriptstyle W}-beli világokhoz \scriptstyle U egy részét rendelő függvény, azaz nem más, mint aki majd mindegyik világról megmondja, hogy benne mely lehetséges individuumok lesznek aktuálisak is. A kvantifikáció tehát ide lesz 'bezárva', ez lesz az ún. kvantifikációs tartomány.
- {\displaystyle \scriptstyle {\mathfrak {V}}} az a szemantikai függvény, ami megmondja, hogy a névkonstansok és a predikátumok az univerzum mely elemeit és azok közti relációkat jelölik.

A kvantifikációs tartományok, azaz {\displaystyle \scriptstyle Q} szempontjából két
jelentősen különböző elsőrendű modális logikát különböztetünk meg.

### Barcan-típusú elsőrendű modális logikák
A történetileg is első és legegyszerűbb eset, hogy minden világban ugyanaz a kvantifikációs tartomány, azaz a {\displaystyle \scriptstyle Q} világokhoz kvantifikációs tartományt rendelő függvény egy konstans függvény, azaz minden világ kvantifikációs tartománya az {\displaystyle \scriptstyle U} univerzum. Egyszerűen szólva ez annyit jelent, hogy minden világban ugyanazok az individuumok léteznek, tehát nincs olyan individuum, ami az egyik világban létezne, a másikban viszont nem.

#### Merev jelölő
Az olyan terminusokat, amelyek minden elérhető lehetséges világban ugyanazt jelölik, merev terminusoknak vagy merev jelölőknek nevezzük. A merev jelölőknek ezen a tulajdonságát a következő formula ragadja meg:
A Barcan-típusú logikákban tehát minden terminus merev jelölő.

#### A Barcan-formula
Barcan-típusú logikákban érvényes a következő, kvantor és modális operátor sorrendjének megfordításáról szóló ún. Barcan-formula:
BF : {\displaystyle \scriptstyle \Diamond \exists xA\rightarrow \exists x\Diamond A}
A formula természetes nyelvi megfogalmazása problematikusnak tűnik; legyen {\displaystyle \scriptstyle A} az, hogy „{\displaystyle \scriptstyle x} marslakó”:
Átfordítva a lehetséges világok nyelvére ez azonban csak annyit tesz, hogy
A paradox jelenséget az okozza, hogy mivel minden világ kvantifikációs tartománya ugyanaz, nevezetesen {\displaystyle \scriptstyle U}, ezért azon individuumok, melyek fölött kvantifikálunk,
tulajdonképpen lehetséges individuumok, azaz olyan individuumok, melyek fölött bár kvantifikálunk, nem köteleződünk el az adott világbeli létezésük mellett. Ezt a látszólagos ellentmondást többféleképp szokás feloldani, mely megoldások a Kripke-típusú elsőrendű modális logikákhoz vezetnek.

### Kripke-típusú elsőrendű modális logikák
Az előző problémát kezelhetjük úgy is, hogy a szabad logika eszköztárát használjuk fel.
Minden világban elkülönítjük az aktuális objektumok körét egy {\displaystyle \scriptstyle \mathbf {E} } ún. egzisztencia-predikátummal, amit a nyelvben a logikai szimbólumok közé szokás felvenni. Ekkor szigorúbb kvantorokat nyerhetünk a következő definíciókkal:
{\displaystyle \scriptstyle {\underline {\exists }}xA\Leftrightarrow _{def}\exists x(\mathbf {E} x\land Ax)}
{\displaystyle \scriptstyle {\underline {\forall }}xA\Leftrightarrow _{def}\forall x(\mathbf {E} x\supset Ax)}
A kérdés már csak {\displaystyle \scriptstyle \mathbf {E} } szemantikai értéke maradt: Azonban alighanem erre való az a {\displaystyle \scriptstyle Q} függvény, amely a Barcan-típusú logikákban konstans {\displaystyle \scriptstyle U} értékű függvény volt. Ha ezt világokhoz {\displaystyle \scriptstyle U}-beli részhalmazt rendelő függvénynek vennénk, akkor ez megfelelne {\displaystyle \scriptstyle E} intenziójának. Az eredmény tehát az lenne, hogy az újonnan bevezetett erős {\displaystyle \scriptstyle {\underline {\forall }}} és {\displaystyle \scriptstyle {\underline {\exists }}}
kvantorok világról világra változó kvantifikációs tartományát határoztuk meg egy predikátummal.
Természetesen az egzisztencia-predikátumok bevezetése és a kvantorok duplikációja egyáltalán nem szükséges, ez megoldható úgy is, ha a szokásos {\displaystyle \scriptstyle \forall }-{\displaystyle \scriptstyle \exists } kvantorokkal való kvantifikáció szemantikai értelmezését eleve egy nemkonstans {\displaystyle \scriptstyle Q} által világokhoz rendelt univerzum-részhalmazon belül definiáljuk.
A továbbiakban a félreértés elkerülése végett az egzisztencia-predikátumos megoldással dolgozunk.

#### Barcan-formulák érvényessége Kripke-típusú logikákban
Kripke rendszerekben gyorsan lehet cáfolni a (szigorú {\displaystyle \scriptstyle {\underline {\forall }}}-{\displaystyle \scriptstyle {\underline {\exists }}} kvantorokkal értett) Barcan-formula érvényességét.
Érdemes azonban megvizsgálni, hogy milyen feltételek szükségesek és elégségesek az érvényességéhez. Ekkor a következőt állapíthatjuk meg:
A BF: {\displaystyle \scriptstyle \Diamond {\underline {\exists }}xA\rightarrow {\underline {\exists }}x\Diamond A}
akkor és csak akkor érvényes, ha minden világ kvantifikációs tartománya tartalmazza az alternatívareláció mentén őt követő világ kvantifikációs tartományát. Más szóval, aki létezik \scriptstyle{w}-ben, létezzen az őt követő \scriptstyle{ w'}-ben is. Vagy matematikai kifejezéssel élve; a világokhoz kvantifikációs tartományt rendelő függvény legyen anti-monoton
az alternatívareláció mentén:
{\displaystyle \scriptstyle K\models {\underline {\exists }}x\Diamond A\rightarrow \Diamond {\underline {\exists }}xA\leftrightsquigarrow (\forall w,w'\in W)(wRw'\to D_{w}\supseteq D_{w'})}
Itt természetesen a két oldalt a kvantorok más nyelv kvantorai: A bal oldalon egy elsőrendű modális nyelvé, a jobb oldalon pedig egy halmazelméleté.
Érdemes megvizsgálni a Barcan-formula konverzét is, ami persze pont fordítva fog működni:
A CBF: {\displaystyle \scriptstyle {\underline {\exists }}x\Diamond A\rightarrow \Diamond {\underline {\exists }}xA}
akkor és csak akkor érvényes, ha minden világ kvantifikációs tartománya tartalmazza az alternatívareláció mentén őt megelőző világ kvantifikációs tartományát. Más szóval, aki létezik \scriptstyle{w'}-ben, létezzen az őt megelőző \scriptstyle{ w}-ben is. Vagy matematikai kifejezéssel élve; a világokhoz kvantifikációs tartományt rendelő függvény legyen monoton
az alternatívareláció mentén:
{\displaystyle \scriptstyle K\models \Diamond {\underline {\exists }}xA\rightarrow {\underline {\exists }}x\Diamond A\leftrightsquigarrow (\forall w,w'\in W)(wRw'\to D_{w}\subseteq D_{w'})}
Érdekes módon a Barcan-formula konverzének természetes nyelvi jelentése nem paradox. Jó ötlet lehetne tehát, hogy egy természetes nyelvnek szánt elsőrendű modális logika esetében a konverz Barcan-formula érvényességét megköveteljük, míg a Barcan formula érvényességét elkerüljük. Ez azonban csak ideig-óráig működik, mivel amint szimmetrikus lesz az alternatívareláció, pl. a B és S5 nulladrendű modális logikák elsőrendű bővítéseinél, a monotonitási és antimonotonitási tulajdonságok egymást involválják.
A Kripke-típusú rendszerekben tehát, amelyek a logikai szükségszerűség modalitásáig, tehát S5-ig el akarják kerülni a Barcan-formula érvényességét, ki kell tagadniuk a Barcan-formula konverzét is.

#### Merev jelölők a Kripke-típusú logikákban
Természetes nyelv leírásakor nem szerencsés, ha (a Barcan-típusú logikákhoz hasonlóan) minden terminus merev, azaz hogy ha egy terminus egy világban jelöl egy individuumot, akkor minden (elérhető) világban ugyanezt az individuumot jelöli. Intuitíción alapuló nyelvfilozófiai érvelések oda vezettek, hogy ez a tulajdonnevek és demonstratívumok esetében helytálló, azonban a deskripciók esetében már problematikus. Az „a Wikipedia alapítója” határozott leírás most Jimmy Wales-et jelöli, azonban intuitíve lehetséges, hogy ne Jimmy Wales alapítsa meg a Wikipediát. Sőt, még az is elképzelhetőnek tűnhet, hogy senki sem alapítja meg a Wikipédiát, ez esetben ennek a leírásnak még jelölete sem lenn az adott lehetséges világban.
A fenti meggondolások okán el szokás várni tehát a merev jelölést a konstansoktól és a változóktól,
de nem a deskripcióktól.

### Viselő nélküli nevek
Egyre közelítve a nyelvfilozófiához kérdéses lehet aztán, hogy egy lehetséges individuumról, mondjuk a Vulkánról vagy a jelenlegi francia királyról szóló kijelentések (azaz ezen individuumokkal kitöltött predikátumok) milyen igazságértékkel bírnak? Az a logikai diszciplína, ami erre a kérdésre keresi a választ, a szabad logika. Több válasz is született erre az idők során:
- Az ilyen terminusokat tartalmazó atomi kijelentések néha lehetnek igazak. Ez az ún. pozitív stratégia. Eszerint legalább az olyan önazonosságot kifejező kijelentések, mint például a „Vulkán az a Vulkán”, legalább a logikai formájuk okán igazak kellene legyenek.
- Az ilyen terminusokat tartalmazó atomi kijelentések kivétel nélkül mind hamisak. Ez a negatív stratégia. Az emellett szóló érvek a logikai rendszer egyszerűsége, és az, hogy minden ilyen állítás kimondásakor az ágens egzisztenciálisan elköteleződik a terminus jelöletének létezése mellett. Tehát „a jelenlegi francia király kopasz” kijelentés hamis, mert ilyenkor beleértendő, hogy azt is feltesszük, hogy van egy ilyen individuum, akiről a megállapításokat tesszük. Ilyen azonban nincs. A mai analitikus nyelvfilozófiában ebben a kérdéskörben ez a Bertrand Russelltől eredő álláspont tekinthető a legelfogadottabbnak.
- Az ilyen terminusokat tartalmazó atomi kijelentések nem bírnak igazságértékkel. Ez a stratégia a fregeánus vagy értékréses stratégia. Eszerint a viselő nélküli nevet tartalmazó atomi kijelentésekhez nem rendelünk igazságértéket (vagy gyakorlatban egy harmadik, értékrést kifejező igazságértéket rendelünk hozzájuk).

Az értékréses szemantika mellett teszi le a voksát Ruzsa Imre, az intenzionális logikával foglalkozó neves magyar logikus is, aki Arthur C. Prior munkásságát jócskán továbbfejlesztve jelentőset alkotott az intenzionális értékréses szemantika terén. Ő egész munkássága során az előbbi, szigorú értékréses koncepciót vallotta.

### Prior-típusú logika

#### A deskriptor-operátor
Az értékrés megjelenésének legjellemzőbb oka (modalitástól és lehetséges világoktól függetlenül) a határozott leírások 'sikertelensége'. Egy határozott leírás akkor jelöl sikertelenül, ha nem tud kijelölni senkit (pl. „A jelenlegi francia király kopasz”), vagy ha sikertelenül jelöl egy individuumot (pl. ha a sejtés helyes, „Az Odüsszeia szerzője”).
A határozott leírásokat, vagy más néven deskripciókat kezelő logikai operátor az ún. deskriptor, melynek jelölése és szemléletes jelentése:
{\displaystyle \scriptstyle \iota xA}: „Azon {\displaystyle \scriptstyle x}, melyre igaz, hogy {\displaystyle \scriptstyle A}”.
A {\displaystyle \scriptstyle \iota } szintaxisa tehát a kvantorokéval azonos. Szemantikája pedig a következőképpen alakul:
A nullentitás hivatott tehát jelképezni jelölés sikertelenségét.
Ezt követően a kijelentésekben bevezetésre kerül az igazságértékrés, amelyet vagy szintén {\displaystyle \scriptstyle \Theta }-val vagy egy 2-es jellel szokás jelölni, intuitív jelentése pedig hogy a mondat értelmetlen abban az értelemben, hogy az igazságértéke megállapíthatatlan.
Az igazságértékrés továbbfertőződésére kétfajta koncepció létezik:
- A megengedő: Az értékrések 'továbbfertőznek' mindent: Minden olyan kijelentés, amelynek része egy értékréses atomi kijelentés, értékréses. Emögött az a meggyőződés áll, hogy értelmetlenséget tartalmazó bármilyen beszéd értelmetlen.
- A szigorú: Az értékrések bizonyos helyzetekben képesek eltűnni, pl. hogy ha egy {\displaystyle \scriptstyle A\land B} kijelentésben {\displaystyle \scriptstyle A} bár értékréses, {\displaystyle \scriptstyle B} viszont hamis, akkor e koncepció képviselői szerint joggal mondhatnánk, hogy ez a kijelentés hamis, mert az egyik tagja hamis. Hasonló meggondolások szólnak a duális {\displaystyle \scriptstyle A\vee B} és más logikai konnektívumok mellett is.

A két koncepció tulajdonképpen annyiban különbözik egymástól, hogy a klasszikus kétértékű logikában hogyan értelmezik pl. a fenti {\displaystyle \scriptstyle A\land B} alakú formulák igazságfeltételeit. Inkább az-e, hogy igaz, ha mindkét tag igaz (ez az első koncepció szerint teljesül), vagy hamis, ha legalább az egyik tag hamis (ez a második koncepció szerint teljesül).

#### Az értékrés szerepe a modális logikában
Az értékrés a modális szemantikában ott tud segíteni, hogy modális kontextusokban is előfordulhat, hogy amíg egy individuum létezett egy adott világban, addig egy másikban már könnyen előfordulhat, hogy nem létezik. Ugyanígy, egy világban még sikeresen jelölő deskripció egy másik világban már lehet hogy több dolgot jelöl ki, vagy egyáltalán nem jelöl senkit.
Ruzsa Imre azért is tartja még fontosnak az értékrés bevezetését a modális logikába, mert az így kapott logika érdemben képes hozzászólni a Barcan-formulák érvényességével kapcsolatos vitához:
Míg a Barcan-típusú logikában mind a Barcan formula mind a konverze érvényes, a Kripke-típusú logikában mind a Barcan-formula, mind a konverze érvénytelen, a Prior-típusú logikában az intuitíve problematikus Barcan-formula érvénytelen, míg az elfogadható konverze érvényes.